# Microthoracidae
Famille
Synonymes
- Conchophryidae,
- Drepanomonadidae,
- Trochiliopsidae

Les Microthoracidae sont une famille de Ciliés de la classe des Nassophorea et de l’ordre des Nassulida.

## Étymologie
Le nom de la famille vient du genre type Microthorax, dérivé du grec μικρω / mikro, « petit », et θωραξ / thorax, « cuirassé, poitrine ».

## Description
Les Microthoracidae ont une taille généralement très petite petite (< 80 μm, 16 à 60 μm selon Kahl). Ils sont une forme en croissant aplati. Ils nagent librement dans leur milieu de vie. Leur ciliation somatique est très clairsemée, typiquement avec trois cinéties somatiques préorales droites ; généralement des dikinetides, antérieures à la région buccale, et des cinéties somatiques gauches très réduites. Leur région buccale a une position variable : antérieure chez certains genres (par exemple Stammeridium) et déplacée vers la partie postérieure chez d'autres (par exemple Microthorax). Ils ont typiquement une ciliation parorale (c'est-à-dire sur le côté droit de la cavité buccale) réduite, et trois petits polykinétides oraux confinés à la cavité buccale. Leur macronoyau est globuleux. Micronoyau et vacuole contractile sont présents. Ce sont des microphages.

## Distribution
Les Microthoracidae, selon Lynn (d) (2008), vivent dans des habitats terrestres, en particulier les mousses.
Cependant, selon GBIF (18 juillet 2023), ils ont une large répartition sur le globe, et World Register of Marine Species (18 juillet 2023) considère Drepanomonas, Hemicyclium et Microthorax comme des genres marins.

## Liste des genres
Selon GBIF (18 juillet 2023) :
- Dentithorax
- Drepanomonas Fresenius, 1858
- Hemicyclium Eberhard, 1862
- Microthorax Engelmann, 1862 genre type
- Simithorax
- Stammeridium Wenzel, 1969

Selon Lynn (2008) :
- Drepanomonas Fresenius, 1858
- Microthorax Engelmann, 1862
- Stammeridium Wenzel, 1969
- Trochiliopsis Penard, 1922 - Genre synonyme : Trichopelma Kahl, 1931

Incertae sedis dans la famille des Microthoracidae
- Conchophrys Chatton, 1911
- Hexotricha Conn in Conn & Edmondson, 1918

## Systématique
Le nom valide de ce taxon est Microthoracidae Wrześniowski (d), 1870.